# Поляны (Рамешковский район)
Поляны — деревня в Рамешковском районе Тверской области.

## География
Находится в восточной части Тверской области на расстоянии приблизительно 22 км на юг-юго-восток по прямой от районного центра поселка Рамешки.

## История
Известна с XVI века как «пустошь Поляна на реке Кушалинке». В 1859 году во владельческой русской деревне 19 дворов, в 1887 25 дворов, в 1942 20 хозяйств, в 1959 — 14 дворов. В советское время работали колхозы(«Доброволец» и «Перелом». В 2001 году оставшиеся 8 домов принадлежали наследникам и дачникам. До 2021 входила в сельское поселение Ведное Рамешковского района до их упразднения.

## Население
Численность населения: 118 человек (1859 год), 148 (1887), 116 (1959), 2 (1989), 3 (русские 100 %) в 2002 году, 1 в 2010.